# Clarence Herbert Hamilton
Clarence Herbert Hamilton (auch Clarence H. Hamilton, * 8. Januar 1886 in Des Moines, Polk County, Iowa, Vereinigte Staaten; † 6. Juli 1986 in Lexington, Middlesex County, Massachusetts, Vereinigte Staaten) war ein US-amerikanischer Religionswissenschaftler und Sinologe.

## Leben

### Familie und Ausbildung
Der aus Des Moines, der Hauptstadt des US-Bundesstaates Iowa, gebürtige Clarence Herbert Hamilton, Sohn des George Lee Hamilton und der Carrie Eva Wood Hamilton, widmete sich nach seinem Pflichtschulabschluss dem Studium der Theologie, Philosophie und Sinologie an der University of Chicago, 1910 erwarb er den akademischen Grad eines Bachelor of Arts, 1914 wurde er zum Doctor of Philosophy promoviert. In den Jahren 1920 bis 1921 studierte er am Union Theological Seminary in the City of New York.
Clarence Herbert Hamilton, Angehöriger der Christian Church (Disciples of Christ), heiratete am 18. April 1916 Lulu Snyder. Der Ehe entstammten die Töchter Ruth, Ehefrau des Donald H. Edwards, und Miriam, Gattin des Arthur K. Berliner, sowie die Söhne Harry Edward und Robert Lee. Clarence Herbert Hamilton verstarb im Juli 1986 im hohen Alter von 100 Jahren.

### Beruflicher Werdegang
Clarence Herbert Hamilton folgte nach seiner Promotion einem Ruf als Professor of Philosophy and Psychology sowie Leiter des gleichnamigen Departments an der Universität Nanking, die 1952 mit der Universität Nanjing fusionierte. 1927 kehrte er in die USA zurück, während der  Winter Session desselben Jahres hatte er eine Stelle als Visiting Lecturer on Oriental Religions an der Columbia University in the City of New York inne. Im Spring Quarter des Jahres 1928 lehrte er als Visiting Professor of Philosophy an der University of Chicago. Im Anschluss übernahm er eine Anstellung als Professor of Eastern Philosophy am College of Missions der Hartford Seminary Foundation. 1931 wechselte er als Professor of Missions an die Oberlin Graduate School of Theology des Oberlin College. Seit 1932 wirkte er als Professor of Philosophy of Religion and Christian Missions an der Oberlin Graduate School. Vom 25. Juni bis zum 3. August 1934 war er als Teacher of Far Eastern Philosophy am Summer Seminar on Far Eastern Studies (Unter der Schirmherrschaft des American Council of Learned Societies) der University of California, Berkeley eingesetzt.
Clarence Herbert Hamilton war gewähltes Mitglied der American Oriental Society, der American Association of University Professors, der Far Eastern Society, der National Geographic Society, des Oberlin Cosmos Club, des Social Science Club, der Rotary International sowie des American Council of Learned Societies, dort fungierte er als Chairman der Commission on Far East Studies und gehörte der Commission on Research and Teaching Personnel in the Humanities an. Hamilton trat insbesondere als Verfasser bedeutender religionswissenschaftlicher Abhandlungen hervor.

## Publikationen
- A Psychological Interpretation of Mysticism. Ph. D. University of Chicago 1914, Chicago, Ill., 1916
- Buddhistic idealism in Wei shih er shih lwen. Open Court Pub. Co., Chicago, Ill., 1929
- Buddhism in India, Ceylon, China and Japan; a reading guide. The University of Chicago Press, Chicago, Ill., 1931
- Hsüan Chuang and the wei shih philosophy. in: American Oriental Society: Journal of the American Oriental Society, Volume 51, Number 4. George P. Putnam, New York, N.Y., 1931, S. 291–308.
- Wei shih er shih lun; or, The treatise in twenty stanzas on representation-only. American Oriental Society, New Haven, Conn., 1938
- The Present Conflict of Eastern Ideals. Cambridge, Mass., 1942
- Indian Thought and its Metaphysical Goal. in: Crozer Theological Seminary: Crozer Quarterly, Vol. XXV. Crozer Theological Seminary, Chester, Pa., etc., S. 117–130.
- Buddhism, a religion of infinite compassion: selections from Buddhist literature. Liberal Arts Press, New York, 1952